# Иванкинское национальное сельское поселение
Ива́нкинское национа́льное се́льское поселе́ние (шёш. южносельк. Пиле̄ды, Пиледэ̄) — бывшая административно-территориальная единица Колпашевского района Томской области.
Административный центр и единственный населённый пункт в составе поселения — село Иванкино.

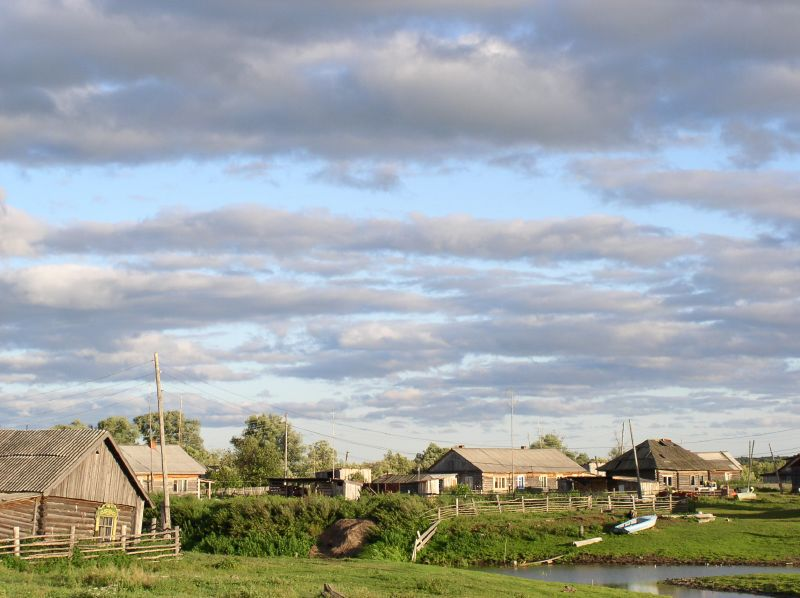
Иванкино

## История
Поселение образовано в 1993 году как Иванкинский национальный сельсовет (этот сельсовет существовал и ранее, до 1981 года, но не имел статуса национального).
Статус и границы сельского поселения установлены законом Томской области от 9 сентября 2004 года № 195-ОЗ «О наделении статусом муниципального района, поселения (городского, сельского) и установлении границ муниципальных образований на территории Колпашевского района».
Законом Томской области от 10 мая 2017 года № 38-ОЗ были преобразованы путём их объединения Иванкинское национальное, Копыловское и Инкинское сельские поселения — в Инкинское сельское поселение с административным центром в селе Инкино.

## Население
| 2002 | 2010 | 2012 | 2013 | 2014 | 2015 | 2016 |
| ---- | ---- | ---- | ---- | ---- | ---- | ---- |
| 98   | ↗111 | ↘109 | ↗111 | ↗117 | ↘111 | ↘105 |
| 2017 |      |      |      |      |      |      |
| ↘102 |      |      |      |      |      |      |

Значительную часть населения составляют селькупы — 47 человек (90 % жителей). В Иванкино функционирует селькупская национальная школа, где раньше изучался южноселькупский язык.

## Экономика
Местным жителям выделены охотничьи и рыболовные угодья.